# Susann Fegter

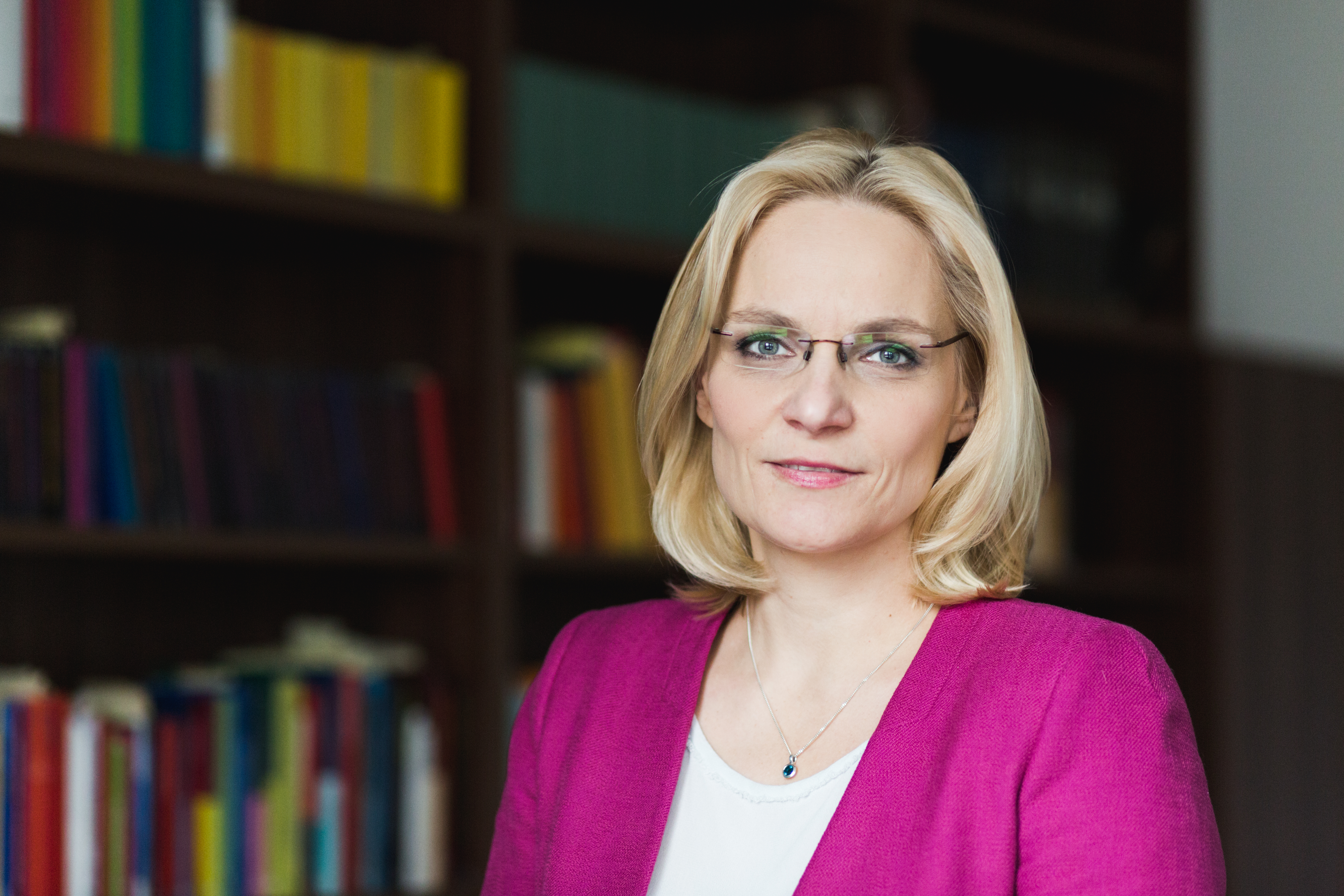
Susann Fegter, 2017

Susann Fegter ist eine deutsche Erziehungswissenschaftlerin und Professorin an der Technischen Universität Berlin im Fachbereich Allgemeine und historische Erziehungswissenschaft. Sie ist Direktorin für Internationalisierung und Forschung an der School of Education der TU Berlin.

## Berufsweg
Susann Fegter hat nach dem Abitur am Evangelisch Stiftischen Gymnasium Gütersloh  die Fächer Geschichte, Pädagogik und Germanistik an der Universität Bielefeld, an der Freien Universität Berlin sowie der Humboldt-Universität Berlin studiert. Im Jahr 2004 hat sie in Bielefeld das 1. Staatsexamen für die Lehrämter der Sekundarstufe I und Sekundarstufe II abgelegt. Dafür wurde sie von der Universität mit dem Preis für das Beste Staatsexamen 2004 ausgezeichnet. Danach war sie als wissenschaftliche Mitarbeiterin am Interdisziplinären Zentrum für Frauen- und Geschlechterforschung der Universität Bielefeld tätig. 2005 wechselte sie in die Fakultät Erziehungswissenschaften als wissenschaftliche Mitarbeiterin und arbeitete dort bis 2011.
Mit einer Arbeit zum Thema Die Krise der Jungen in den Printmedien. Diskursive Konstruktion von Geschlecht und Männlichkeit im Kontext von Bildung und Erziehung 1999–2009 wurde sie 2011 promoviert, wofür sie 2012 einen der jährlich vergebenen Dissertationspreise der Universitätsgesellschaft Bielefeld erhielt.
Ab 2011 hatte sie eine Postdoktoranden-Stelle am LOEWE-Forschungszentrum sowie als wissenschaftliche Mitarbeiterin am Institut für Sozialpädagogik und Erwachsenenbildung im Fachbereich Erziehungswissenschaften an der Goethe-Universität Frankfurt.
Mit Beginn des Wintersemesters 2013 lehrte sie als Gastprofessorin an der TU Berlin, im Februar 2016 erhielt sie einen Ruf als Professorin für Allgemeine und Historische Erziehungswissenschaft.
Seit 2016 ist Fegter Vizedirektorin für Internationalisierung und Forschung an der School of Education der TU Berlin. Seit 2017 ist sie Sprecherin des wissenschaftlichen Beirats des Graduiertenprogramms DiGiTal – Digitalisierung: Gestaltung, Design und Transformation, einem Verbundprogramm von 13 Berliner Hochschulen zur Förderung exzellenter Wissenschaftlerinnen und Künstlerinnen in der Digitalisierungsforschung und durch das Berliner Gleichstellungsprogramm für Wissenschaftlerinnen, Künstlerinnen und Lehrende an Hochschulen gefördert wird.

## Forschungsschwerpunkte
Susann Fegter beschäftigt sich wissenschaftlich mit Themen wie internationale Kinder- und Jugendforschung und empirische Bildungs- und Sozialisationsforschung. Geschlechter- und Männlichkeitsforschung, Pädagogik und Differenz oder historische Diskursanalyse und Bilder sind weitere Forschungsschwerpunkte von Fegter.
Aktuell stehen unter anderem Themen zu Kindeswohl in globalen und lokalen Kontexten, urbane Kindheiten, pädagogische Professionalität sowie Mehr Männer in der Frühpädagogik im Fokus ihrer wissenschaftlichen Untersuchungen.

## Ehrenämter und Mitgliedschaften (Auswahl)
- Deutscher Hochschulverband (DHL)
- Deutsche Gesellschaft für Erziehungswissenschaft (DGFE)
- Zentrum für Kindheits- und Jugendforschung an der Universität Bielefeld
- Netzwerk Diskursanalyse und Gouvernementalität in den Erziehungswissenschaften

## Publikationen (Auswahl)

### Monografien
- mit Sabine Andresen: Spielräume sozial benachteiligter Kinder. Bepanthen Kinderarmutsstudie. Eine ethnographische Studie zu Kinderarmut in Hamburg und Berlin. Bielefeld, 2009.
- Die Krise der Jungen in Bildung und Erziehung: diskursive Konstruktion von Geschlecht und Männlichkeit. Diskursive Konstruktion von Geschlecht und Männlichkeit. Springer VS, Wiesbaden 2012, ISBN 978-3-531-18601-6.
- mit Paul Mecheril u. a.: Differenz unter Bedingungen von Differenz. Reflexionen zu Lehre an der Hochschule. Springer VS, Wiesbaden 2013, ISBN 978-3-658-01339-4.

### Herausgeberschaften
- Doro-Thea Chwalek Graff, Miguel Dia, Susann Fegter, Ulrike Graff (Hrsg.): Jungen – Pädagogik. Praxis und Theorie von Genderpädagogik. Springer VS, Wiesbaden 2013, ISBN 978-3-531-94290-2.
- Susann Fegter, Fabian Kessl, Antje Langer, Marion Ott, Daniela Rothe, Daniel Wrana (Hrsg.): Erziehungswissenschaftliche Diskursforschung. Empirische Analysen zu Bildungs- und Erziehungsverhältnissen. Springer VS, Wiesbaden 2015, ISBN 978-3-531-18738-9.
- Susann Fegter, Catrin Heite, Johanna Mierendorff, Martina Richter (Hrsg.): Neue Aufmerksamkeiten für Familie. Diskurse, Bilder und Adressierungen in der Sozialen Arbeit. Sonderheft 12, Verlag Neue Praxis, Lahnstein 2015.
- Susann Fegter, Antje Langer, Christine Thon: Diskursanalytische Geschlechterforschung in der Erziehungswissenschaft. Jahrbuch erziehungswissenschaftliche Geschlechterforschung. Barbara Budrich, Opladen 2021, ISBN 978-3-8474-2484-0.

### Fachtexte
- Mehr Männer in die Soziale Arbeit?! Zur diskursiven Entstehung einer aktuellen Forderung. In: Kim-Patrick Sabla, Melanie Plößer (Hrsg.): Gender und Theorien Sozialer Arbeit. Bezüge, Lücken und Herausforderungen. Barbara Budrich, Opladen 2013, S. 145–162.
- Theoretische Modellierung einer empirischen Analyse von pädagogischer Professionalität und Geschlecht anhand von Äußerungen als iteratives Moment historischer Wissensordnungen. In: Diana Fischer, Kerstin Jergus, Kirsten Puhr, Daniel Wrana (Hrsg.): ‚Theoretische Empirie' – Erkenntnisproduktion zwischen Theoriebildung und empirischen Praxen. Wittenberger Gespräche VII: Halle-Wittenberg, 2018
- mit Sabine Andresen: Entgrenzung. In: Petra Bollweg, Jennifer Buchna, Thomas Coelen, Hans-Uwe Otto (Hrsg.): Handbuch Ganztagsbildung. Springer VS, Wiesbaden 2020, S. 1643–1658, ISBN 978-3-658-23229-0.
- mit Anna Hontschik, Eszter Kadar, Kim-Patrick Sabla, Maxine Saborowski: Bezüge auf Familie als Moment der Vergeschlechtlichung pädagogischer Professionalität: Diskursanalytische Perspektiven auf Äußerungen in Gruppendiskussionen mit Kita-Teams. In: Robert Baar, Marita Kampshoff, Jutta Hartmann (Hrsg.): Geschlechterreflektierte Professionalisierung. Geschlecht und Professionalität in pädagogischen Berufen (Jahrbuch erziehungswissenschaftliche Geschlechterforschung, Bd. 15). Barbara Budrich, Opladen 2019, S. 135–152.
- mit Sabine Andresen: Erziehung und Bildung in der Kindheit. In: Fabian Kessl, Christian Reutlinger (Hrsg.): Handbuch Sozialraum – Grundlagen für den Bildungs- und Sozialbereich. Springer VS, Wiesbaden 2019, S. 401–418, ISBN 978-3-531-19982-5.

### Lexikonartikel
- Meuten. In: Horn, Klaus-Peter u. a. (Hrsg.): Lexikon Erziehungswissenschaft. Julius Klinkhardt, Bad Heilbrunn 2001, ISBN 978-3-8252-8468-8.
- Edelweißpiraten. In: Horn, Klaus-Peter u. a. (Hrsg.): Lexikon Erziehungswissenschaft. Julius Klinkhardt, Bad Heilbrunn 2011, ISBN 978-3-8252-8468-8.
- Swingjugend. In: Horn, Klaus-Peter u. a. (Hrsg.): Lexikon Erziehungswissenschaft. Julius Klinkhardt, Bad Heilbrunn 2011, ISBN 978-3-8252-8468-8.